# فرودگاه بین‌المللی سن فلیپ
فرودگاه بین‌المللی سن فلیپ (به انگلیسی: San Felipe International Airport) یک فرودگاه همگانی با کد یاتا SFH است که یک باند فرود آسفالت دارد و طول باند آن ۱۴۷۵ متر است. این فرودگاه در شهر سن فیلیپ کشور مکزیک قرار دارد و در ارتفاع ۱۰ متری از سطح دریا واقع شده است.